# Maserati 5000 GT

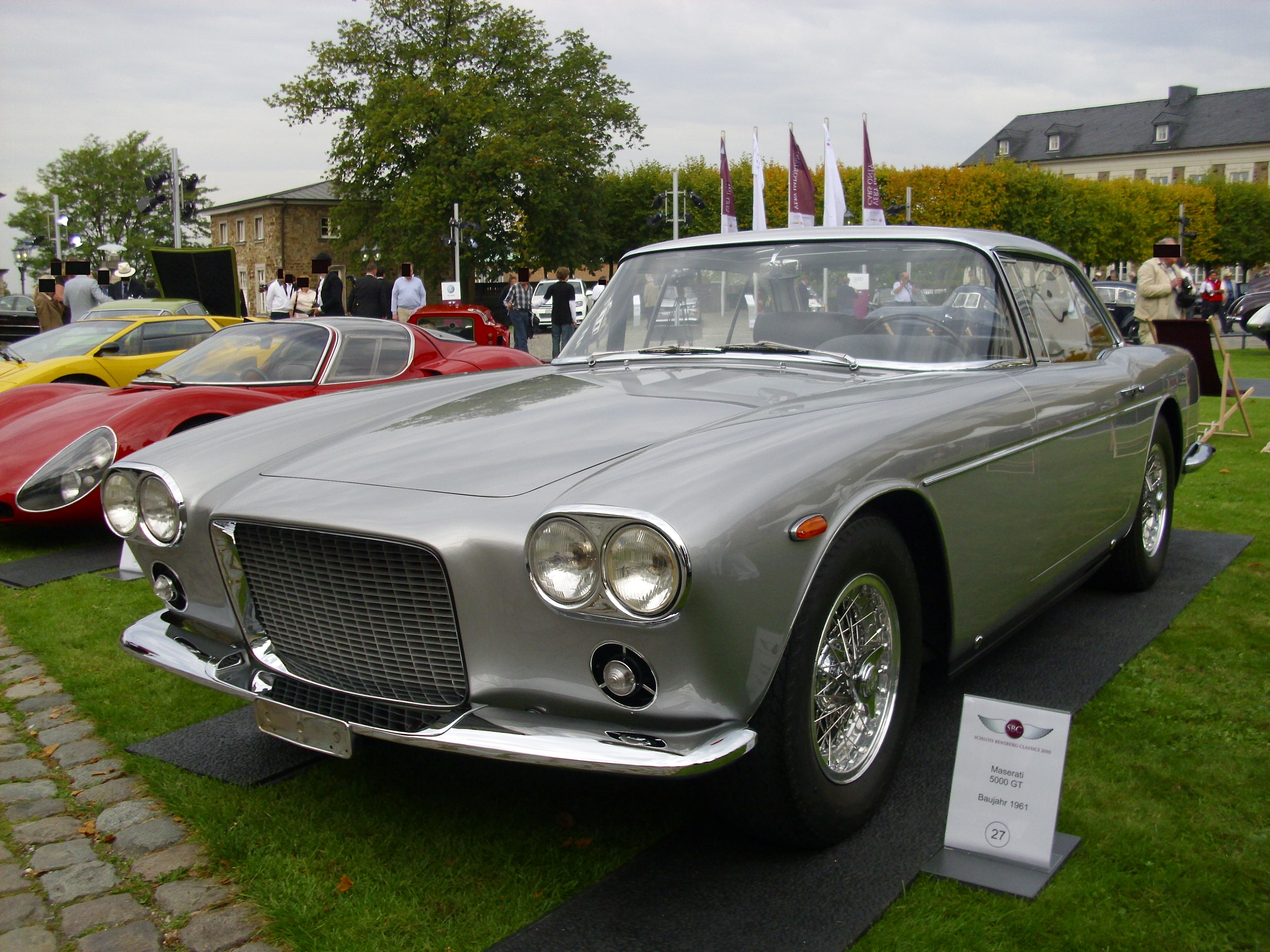
Maserati 5000 GT Pinin Farina (1961).

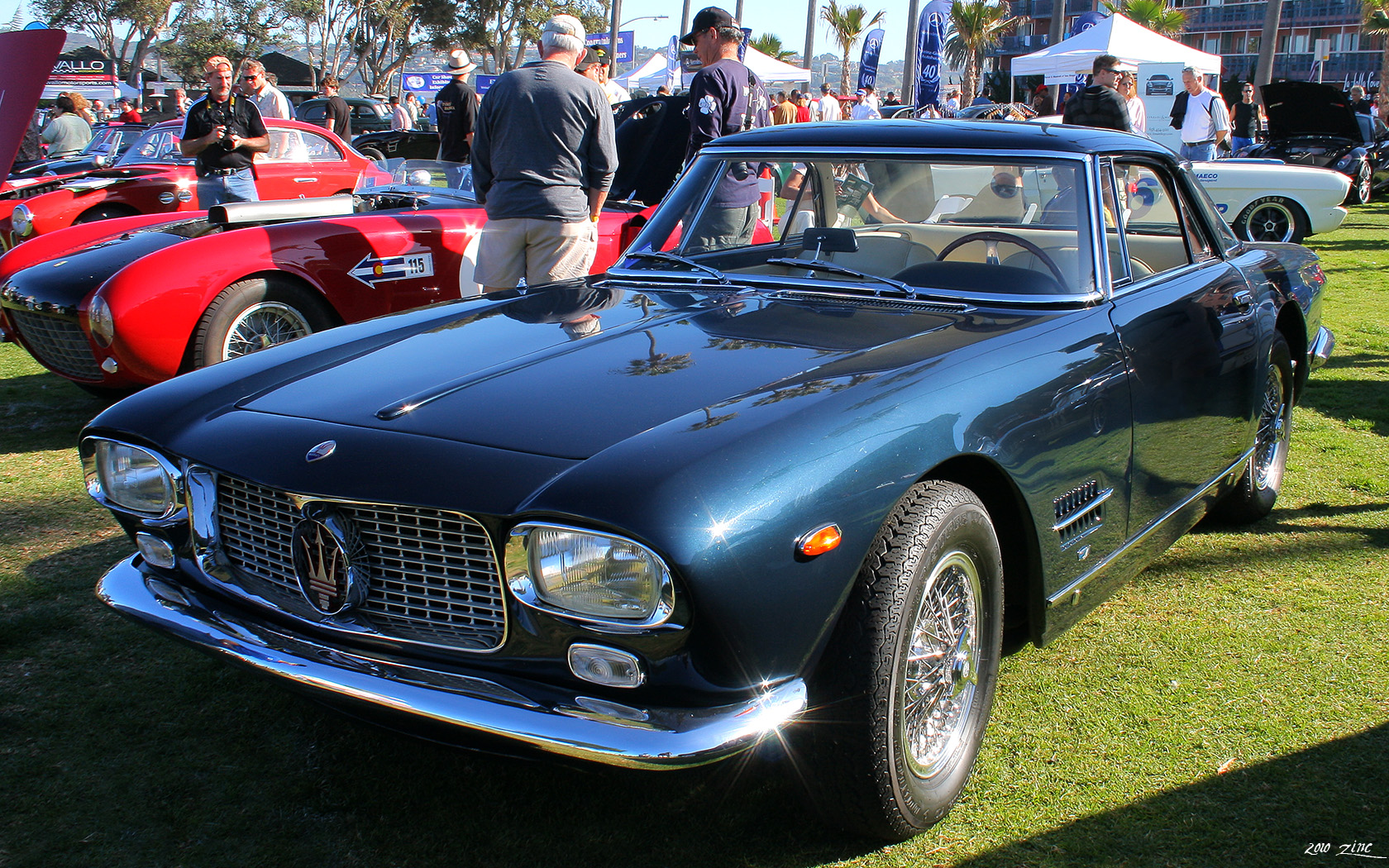
Maserati 5000 GT Allemano (1962).

El Maserati 5000 GT es un automóvil de gran turismo que fue producido por la marca italiana Maserati entre 1959 y 1965. La creación de este modelo fue un resultado de la cooperación entre el ingeniero Giulio Alfieri y el Sah de Irán, Mohammad Reza Pahlavi. Según Keith Martin (redactor de la revista Sports Car Market), algunos opinan que el 5000 GT es el mejor gran turismo de la posguerra; «una herencia de las carreras, una potencia inmensa, un comportamiento en carretera excelente, la exclusividad y el lujo», son algunas de sus cualidades.

## Desarrollo y diseño
El primer automóvil de la serie Tipo 103 (nombre interno del 5000 GT), fue el "Scià di Persia" (Sha de Persia), diseñado por Carrozzeria Touring para el Sah de Irán, Mohammad Reza Pahlavi, que había quedado impresionado por el Maserati 3500 GT. Él le encargó al ingeniero jefe de Maserati, Giulio Alfieri, un automóvil con el chasis del 3500 GT y un motor derivado del Maserati 450S de competición. El segundo 5000 GT Scià di Persia, muy similar al de Reza Pahlavi, también fue diseñado por Touring, y se mostró en el Salón del Automóvil de Turín de 1959. Además de los 5000 GT diseñados por Touring, fueron construidas múltiples versiones con diferentes carrocerías, que fueron diseñadas por Carrozzeria Monterosa, Pinin Farina, Giovanni Michelotti, Ghia, Carrozzeria Allemano, Pietro Frua, y Bertone.
La calandra (en la cual se sitúa el tridente de Maserati) y las ópticas de los faros, son algunos de los detalles que permiten distinguir los automóviles diseñados por Touring, Allemano y Monterosa. Los 5000 GT diseñados por los otros carroceros tienen un diseño totalmente distinto.

## Mecánica

### Motor
Los dos primeros automóviles de la serie, cuya mecánica es idéntica, fueron equipados con un motor V8 idéntico al del Maserati 450S. La diferencia es que en el motor del 5000 GT se redujo la relación de compresión de 9.5:1 a 8.5:1, y se aumentó ligeramente el diámetro de pistón (de 93,8 mm a 98,5 mm), dando como resultado una cilindrada de 4935 cc, contra los 4477,9 cc del 450S. Los 5000 GT posteriores fueron equipados con un motor modificado, para que fuesen más fáciles de conducir, en el cual el diámetro del pistón se redujo en 4,5 mm, y la carrera del pistón se aumentó 8 mm. La distribución es realizada por dos árboles de levas accionados por una reacción de piñones, mientras que la potencia es suministrada por cuatro carburadores Weber 45 (o 46) IDM. Solamente los dos primeros automóviles tienen carburadores, ya que en las unidades posteriores fueron reemplazados por una inyección indirecta.

### Chasis y suspensión
La carrocería del 5000 GT está montada sobre el chasis del 3500 GT, el cual fue reforzado, y cuya distancia entre ejes y el tamaño de las vías son idénticos. La suspensión delantera tiene muelles helicoidales, mientras que la trasera tiene un eje rígido con ballestas semielípticas.

## Compradores

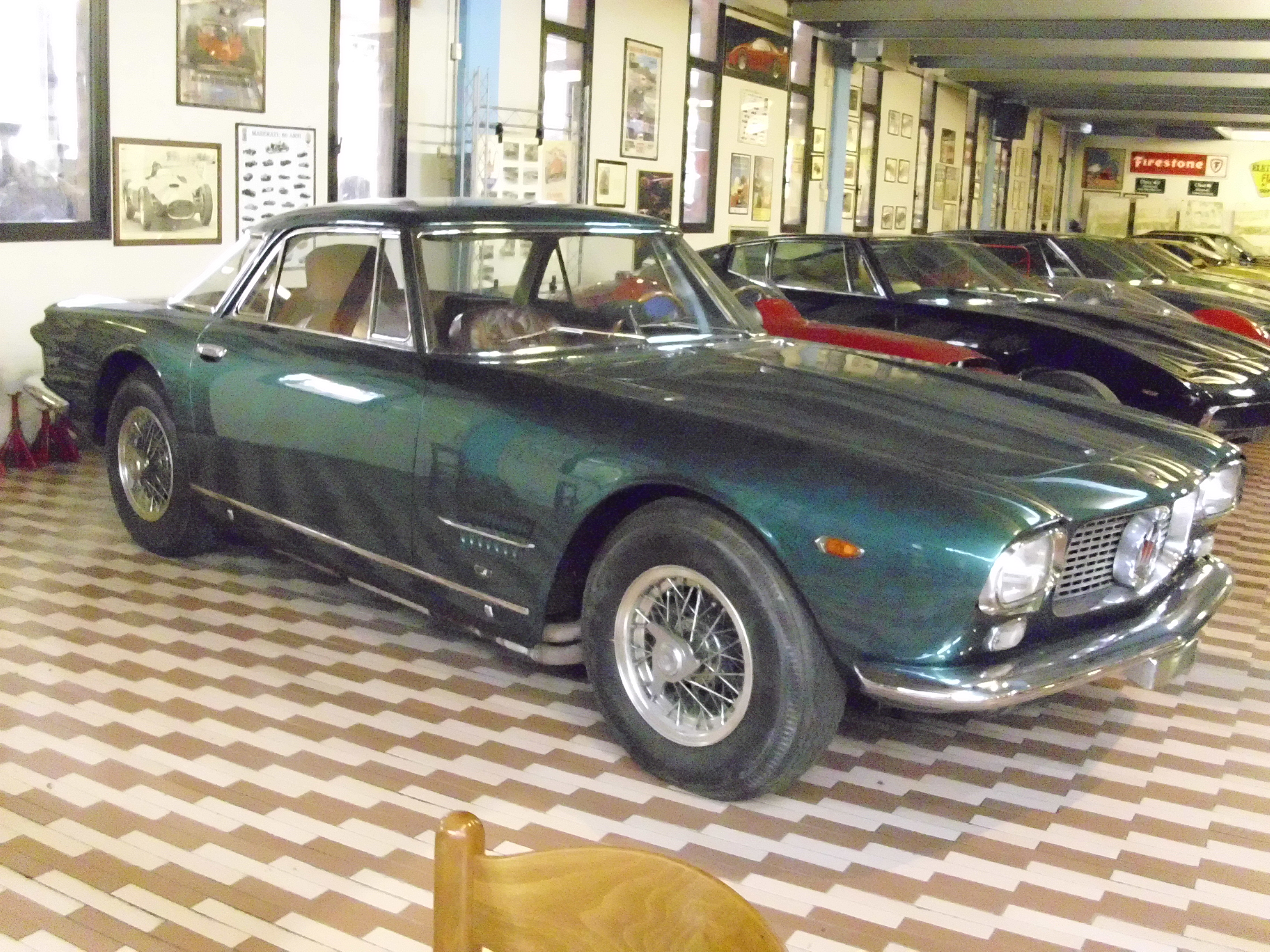
Maserati 5000 GT del año 1964.

El 5000 GT se vendió a precios de aproximadamente 14.000 dólares (dos veces el coste de un Maserati 3500 GT), y en muchos aspectos fue individualizado según los deseos de sus compradores. El segundo 5000 GT Scià di Persia (número 103.004) fue entregado a Basil Read, empresario sudafricano y propietario del circuito Kyalami. Los compradores más notables fueron el Aga Khan, el empresario italiano Gianni Agnelli, el deportista Briggs Cunningham, el actor Stewart Granger, Ferdinando Innocenti, y el presidente de México, Adolfo López Mateos. Con el tiempo, algunos de los automóviles fueron añadidos a la colección de Alfredo Brener, que fue subastada en 2003.

## Producción
Entre 1959 y 1965 fueron producidas solamente 36 unidades del 5000 GT (contando todas las versiones distintas). Otras fuentes indican que en total se fabricaron 32 unidades. El 5000 GT de Allemano fue el más común, siendo producidas 22 unidades. Respecto a los otros automóviles, se fabricaron 4 unidades de los 5000 GT diseñados por Touring y Frua, 2 unidades del 5000 GT de Monterosa, y 1 unidad de los 5000 GT diseñados por Bertone, Ghia, Michelotti y Pinin Farina.
| 1959  | 2 unidades  |
| 1960  | 1 unidad    |
| 1961  | 10 unidades |
| 1962  | 14 unidades |
| 1963  | 5 unidades  |
| 1964  | 2 unidades  |
| 1965  | 2 unidades  |
| Total | 36 unidades |

## Especificaciones
| Ficha técnica          | Maserati 5000 GT |
| Motor                  | 8 cilindros en V a 90° DOHC, 16 válvulas (2 válvulas por cilindro). |
| Cilindrada             | 4937,8 cc. 4941,1 cc (a partir de 1960). |
| Diámetro y carrera     | 98,5 mm x 81 mm. 94 mm x 89 mm (a partir de 1960). |
| Alimentación           | 4 carburadores de doble cuerpo Weber 45 IDM. Inyección indirecta Lucas (a partir de 1960).                                                                              |
| Relación de compresión | 8.5:1 |
| Potencia máxima        | 340 CV a 5500 rpm. 325 CV a 5800 rpm (a partir de 1960). |
| Transmisión            | Caja de cambios manual ZF de 4 velocidades. Caja de cambios manual ZF de 5 velocidades (a partir de 1963).                                                              |
| Ruedas                 | Llantas (delanteras y traseras): 5.00 x 16. Neumáticos (delanteros y traseros): 6.50 x 16 (205 x 15, a partir de 1960).                                                 |
| Suspensión             | Delantera independiente, con eje rígido la trasera. |
| Frenos                 | De disco los delanteros, y de tambor los traseros. Opcionalmente, los 5000 GT eran equipados con frenos de disco en las 4 ruedas, lo cual posteriormente vino de serie. |
| Velocidad máxima       | 260 - 270 km/h. |